# Lycodon multifasciatus
Espèce
Synonymes
- Dinodon septentrionale multifasciatum 
Maki, 1931
- Lycodon ruhstrati multifasciatus 
(Maki, 1931)

Lycodon multifasciatus est une espèce de serpent de la famille des Colubridae.

## Répartition
Cette espèce est endémique du Japon. Elle se rencontre sur les îles Ryūkyū, notamment Iriomote-jima, Ishigaki-jima et Miyako-jima.

## Étymologie
Son nom d'espèce, du latin multi, « plusieurs, nombreuses », et fasciatus, « bande, rayure », lui a été donné en référence à sa livrée.

## Publication originale
- Maki, 1931 : Monograph of the Snakes of Japan. Dai-ichi Shobo, vol. 1, n. 7, p. 1-240.